# پووندالویا
پووندالویا (به لاتین: Pundaloya) یک منطقهٔ مسکونی در سری‌لانکا است که در استان مرکزی (سری‌لانکا) واقع شده‌است.